# Suphisellus canthydroides
Suphisellus canthydroides is een keversoort uit de familie diksprietwaterkevers (Noteridae). De wetenschappelijke naam van de soort werd in 1940 gepubliceerd door Félix Guignot.